# Georg Ewald
Georg Ewald (* 30. Oktober 1926 in Buchholz; † 14. September 1973 bei Gotha) war ein deutscher Politiker (SED). Er gehörte als Kandidat dem Politbüro an und war Minister für Land-, Forst- und Nahrungsgüterwirtschaft der DDR.

## Leben

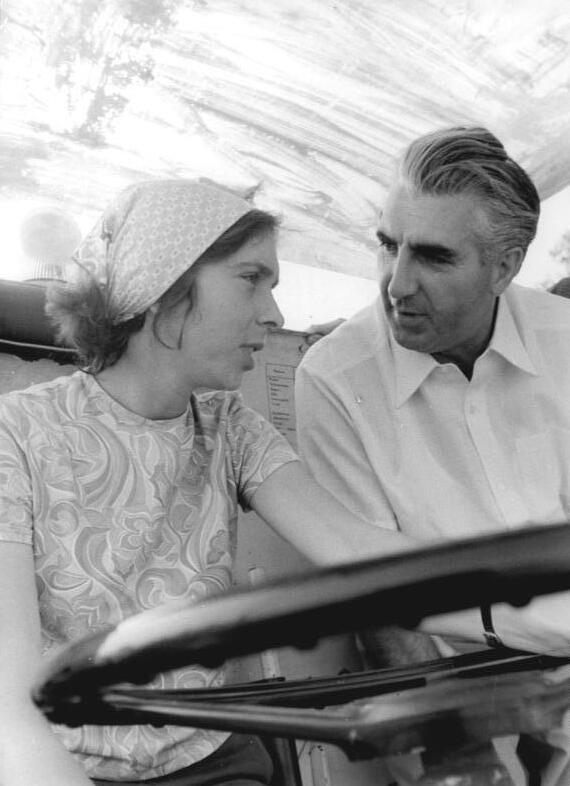
Georg Ewald besucht die LPG Löwenberg (August 1972)

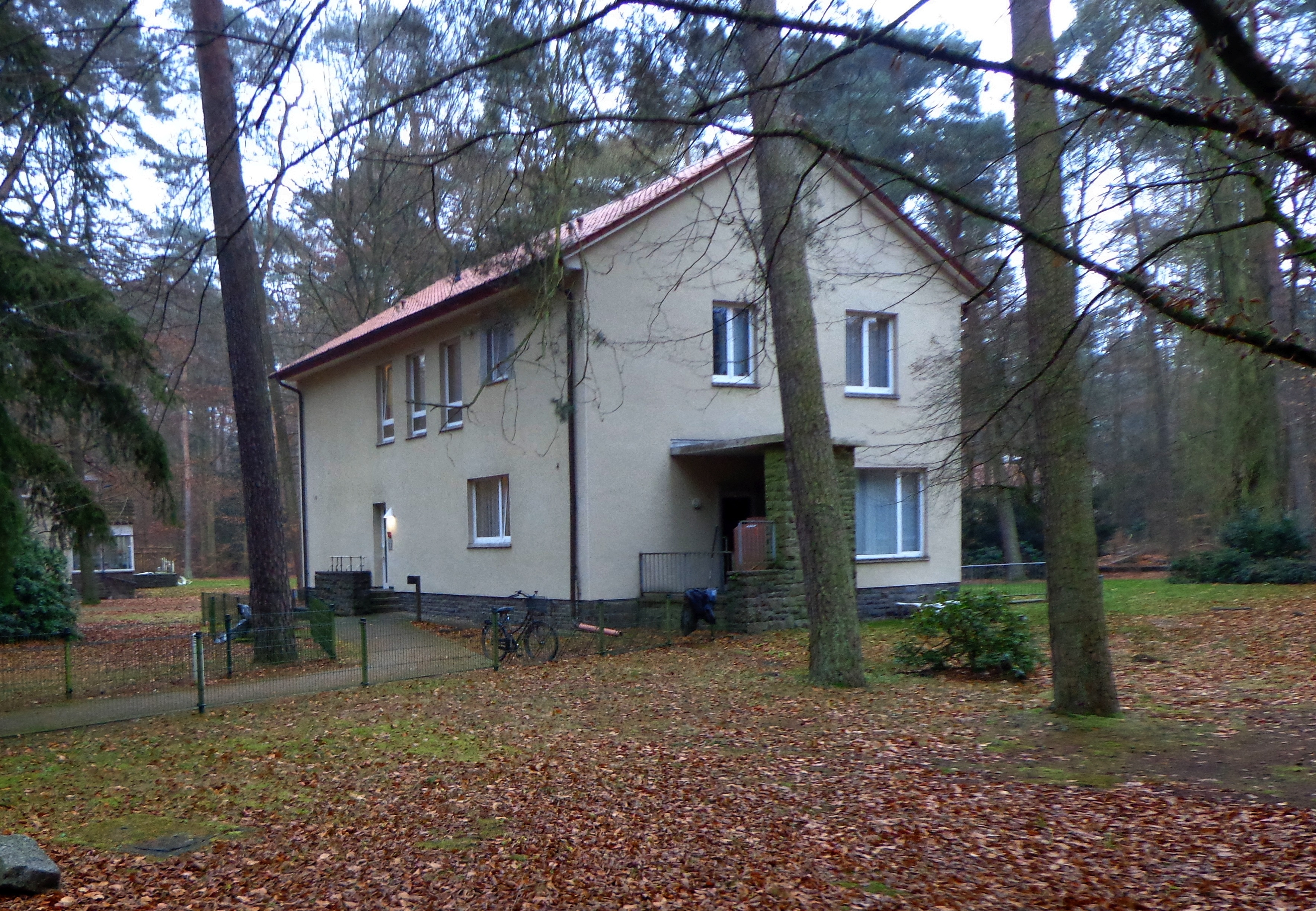
Waldsiedlung Wandlitz, das einst von Ewald sowie Konrad Naumann bewohnte „Haus 16“

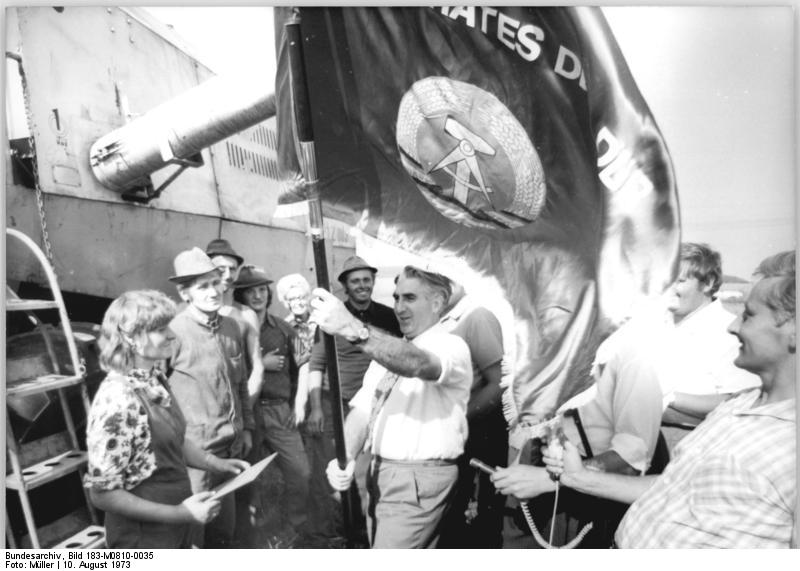
Georg Ewald mit Wanderfahne des DDR-Ministerrates, 1973.

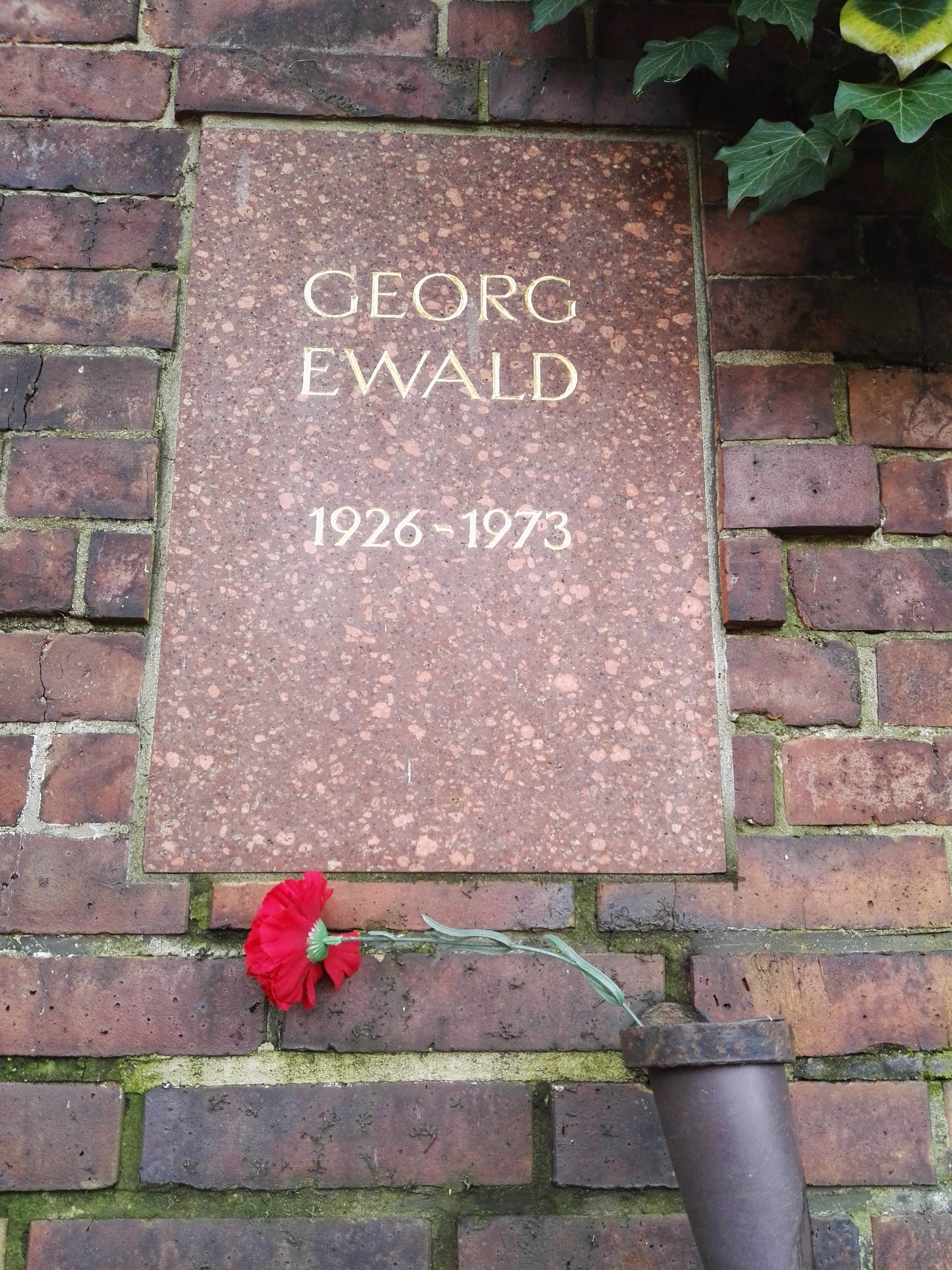
Grabstätte

Nach dem Besuch der Landwirtschaftsschule war Ewald im elterlichen Landwirtschaftsbetrieb tätig, bis er 1943 zur Wehrmacht einberufen wurde.
Von 1946 bis 1949 war Ewald Landarbeiter und wurde 1946 FDJ- und SED-Mitglied. 1949/1950 war er Bürgermeister seines Heimatortes und von 1950 bis 1953 Kreisrat für Landwirtschaft, Kreistagsabgeordneter des Kreises Stralsund sowie Mitglied der SED-Kreisleitung. 1954 bis 1955 besuchte Ewald die Parteihochschule und war danach als Erster Sekretär in den SED-Kreisleitungen Bad Doberan und Rügen tätig. Von 1960 bis 1963 war Ewald Erster Sekretär der SED-Bezirksleitung Neubrandenburg und Bezirkstagsabgeordneter, danach Mitglied des Zentralkomitees der SED, Kandidat des Politbüros des ZK der SED sowie Mitglied des Präsidiums des Ministerrates. Er war Vorsitzender des Landwirtschaftsrates bzw. des Rates für landwirtschaftliche Produktion und Nahrungsgüterwirtschaft beim Ministerrat und von 1971 bis 1973 Minister für Land-, Forst- und Nahrungsgüterwirtschaft der DDR.
Von 1963 bis 1973 war Ewald zudem Abgeordneter der Volkskammer.
Ewald verunglückte am Morgen des 14. September 1973 bei einem Autounfall in der Nähe von Gotha tödlich. Seine Urne wurde in der Gedenkstätte der Sozialisten auf dem Zentralfriedhof Friedrichsfelde in Berlin-Lichtenberg beigesetzt. Bei dem Unfall kamen auch zwei weitere SED-Funktionäre – Mitglieder der SED-Bezirksleitung Erfurt – ums Leben.

## Sonstiges
Im Gothaer Volksmund ist das Straßenstück, auf dem Ewald tödlich verunglückte (eine langgezogene Kurve der B 247 zwischen der Autobahnabfahrt der A4 und dem Ortseingang Gotha) bis heute als Ministerkurve bekannt.

## Auszeichnungen
- Verdienstmedaille der DDR
- Vaterländischer Verdienstorden in Silber (1960 und 1964)[1][2]
- Banner der Arbeit (1969)